# 榉属
榉属（学名：Zelkova）是榆科下的一个属，为落叶灌木或小乔木植物。该属共有约10种，分布于高加索至东亚。
- 榉树--在中国南方被广泛用于家具木材。

## 物种
本属包括以下物种：
- Zelkova carpinifolia
- 榉树 Zelkova serrata
- 大叶榉树 Zelkova schneideriana
- 大果榉 Zelkova sinica